# Pseudemoia spenceri
Pseudemoia spenceri — вид сцинкоподібних ящірок родини сцинкових (Scincidae). Ендемік Австралії. Вид названий на честь англо-австралійського зоолога Волтера Болдуїна Спенсера.

## Поширення і екологія
Pseudemoia spenceri мешкають у високогір'ях Великого Вододільного хребта на південному сході Австралії, зокрема в Блакитних горах у Новому Південному Уельсі та в горах Гісборн, Гремпіанс і Отуей в штаті Вікторії. Вони живуть у вологих склерофітних лісах і субальпйських лісах, де зустрічаються від скельних виступів до верхівок дерев. Є живородними, народжують від 1 до 3 дитинчат.